# Everstenmoor
Das Everstenmoor ist ein Naturschutzgebiet am Rande der niedersächsischen Stadt Oldenburg.

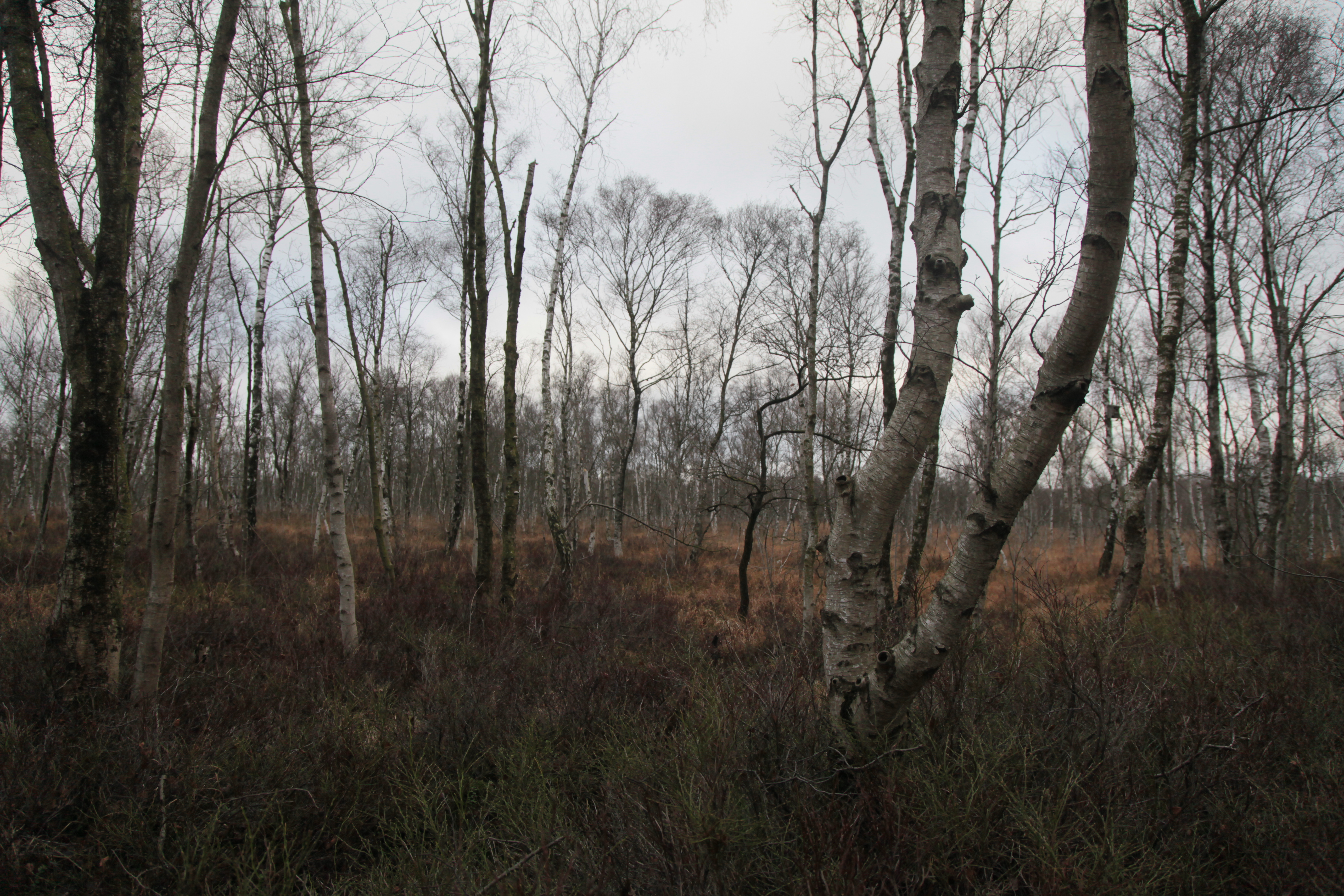
Birken im Everstenmoor

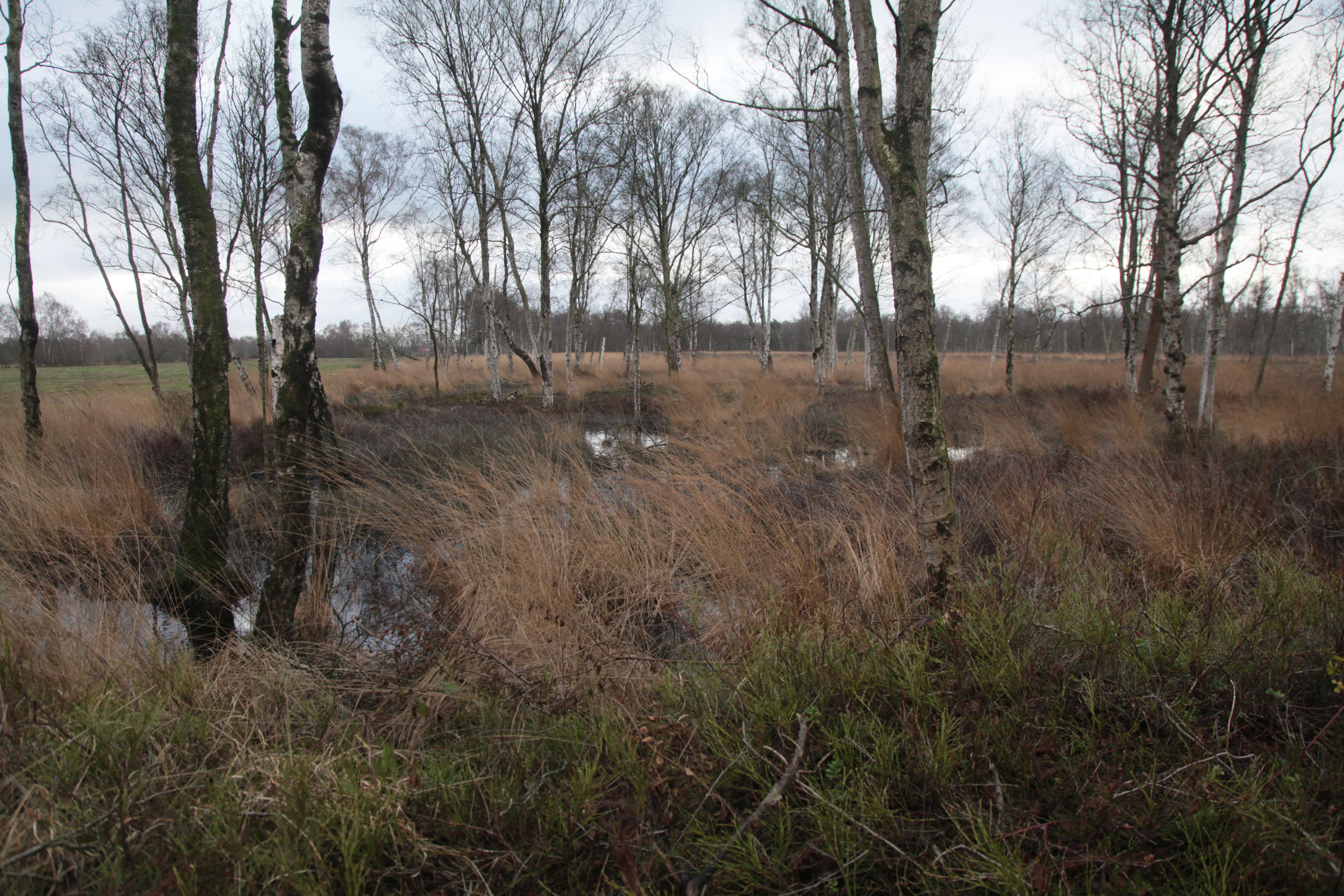
Sumpfige Bereiche im Everstenmoor

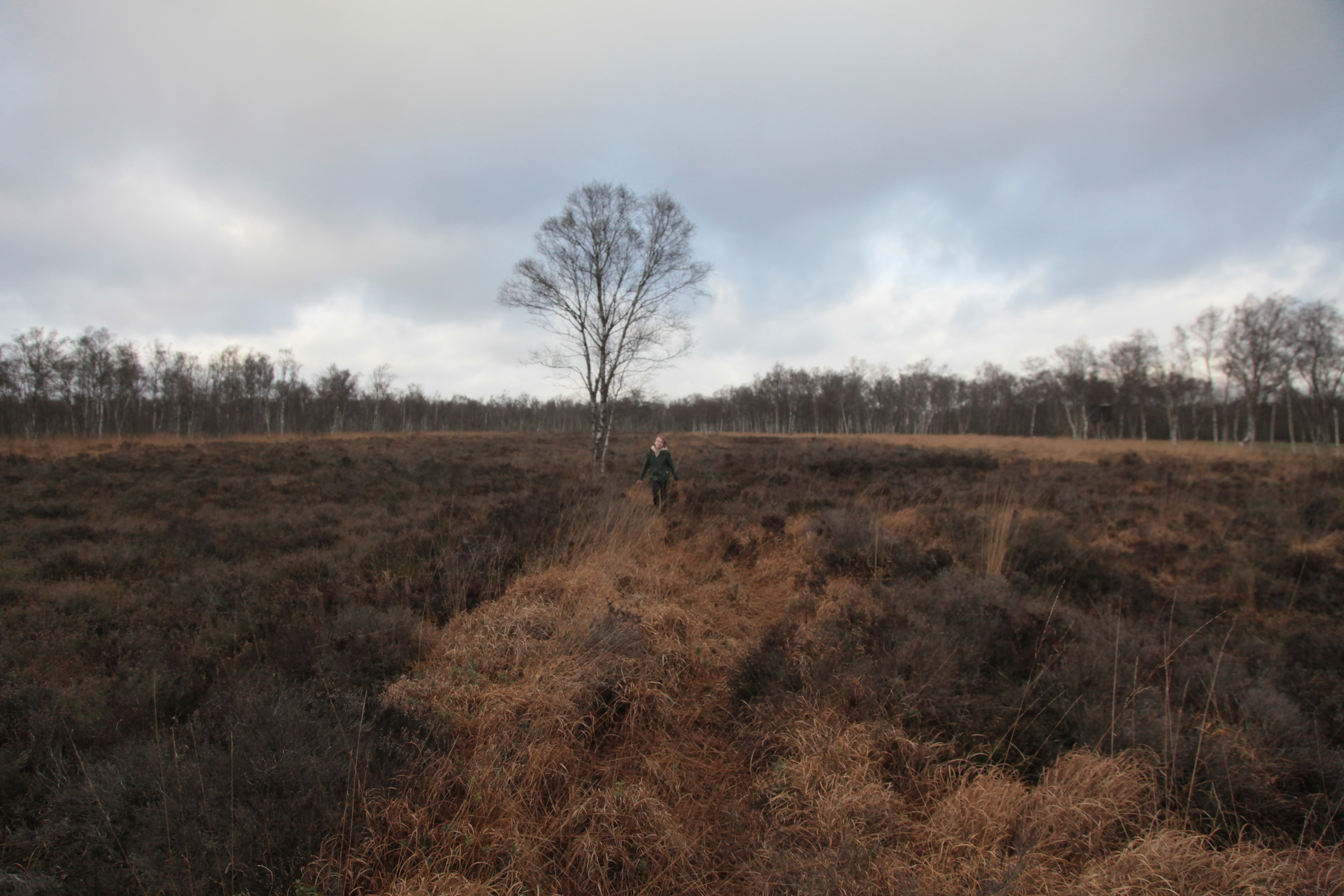

## Allgemeines
Das Naturschutzgebiet mit dem Kennzeichen NSG WE 202 ist circa 117,5 Hektar groß. Es ist deckungsgleich mit dem gleichnamigen FFH-Gebiet. Nach Norden, Osten und Süden grenzt es an das Landschaftsschutzgebiet „Hausbäke-Niederung“. Das Gebiet steht seit dem 28. Juli 1990 unter Naturschutz. Im Jahr 2018 wurde die Naturschutzverordnung neu gefasst. Dabei wurde das ursprünglich rund 105 Hektar große Naturschutzgebiet an die Grenzen des FFH-Gebietes angepasst und auf seine heutige Größer erweitert. Zuständige untere Naturschutzbehörde ist die Stadt Oldenburg.

## Beschreibung
Das Naturschutzgebiet liegt im Südwesten der Stadt Oldenburg an der Grenze zum Landkreis Ammerland und nördlich des Küstenkanals. Das unter Schutz stehende Hochmoorgebiet ist ein weitgehend unkultiviert gebliebener Rest des ehemaligen Wildenlohmoores. Teile des Moores wurden in der Vergangenheit durch bäuerlichen Handtorfstich für die Gewinnung von Brennmaterial genutzt. Industrieller Torfabbau fand nur kurzzeitig um 1920 herum in einem kleinen Teil des Moores statt. Um 1960 wurde die Nutzung des Moores für die Gewinnung von Brennmaterial eingestellt und die Flächen der natürlichen Sukzession überlassen. Stärker entwässerte Bereiche im Osten des Gebiets wurden zu Grünland kultiviert.
Im Schutzgebiet sind verlandende ehemalige Handtorfstiche, oft von Rosmarinheide dominierte Moorheiden und alt- und totholzreiche Birken- und Kiefernmoorwälder mit gut ausgeprägter Strauch- und Krautschicht zu finden. Nur geringfügig durch Torfabbau und Entwässerung veränderte Bereiche des Moores weisen Bult-Schlenken-Komplexe auf. Im Naturschutzgebiet siedeln unter anderem Mittlerer und Rundblättriger Sonnentau, Schmalblättriges und Scheidiges Wollgras, Weißes Schnabelried, Moorlilie, Gewöhnliche Moosbeere, Rauschbeere, Pfeifengras, Königsfarn sowie verschiedene Torfmoose. Die im Osten des Naturschutzgebietes und in Randbereichen zu findenden Grünländer liegen teilweise brach. Die Grünländer sind teilweise als Feucht- und Nasswiesen mit Seggen- und Binsenrieden und Hochstaudenfluren ausgebildet.
Das Naturschutzgebiet ist Lebensraum unter anderem von Kreuzotter, Ringelnatter, Waldeidechse und Moorfrosch, verschiedenen Tag- und Nachtfalterarten, darunter Hochmoor- und Geißkleebläuling, Libellen wie Torfmosaikjungfer, Glänzende Binsenjungfer, Kleine Binsenjungfer und Nordische Moosjungfer und Laufkäfern. Nasswiesen sind Lebensraum der Sumpfschrecke.
Das Gebiet wird über Gräben zur Hausbäke entwässert, die in Oldenburg einen Teil des Stadtgrabens bildet und in der Innenstadt in die Haaren mündet. Im Naturschutzgebiet werden Wiedervernässungsmaßnahmen durchgeführt. Zur Pflege werden aufwachsende Birken regelmäßig entfernt und die Moorheideflächen mit Heidschnucken beweidet.